# 呉文彦
呉 文彦（くれ ふみひこ、1961年10月3日 - ）は、日本のジャーナリスト。東京都出身。

## 来歴・人物
1961年10月3日、東京都中野区生まれ。学習院幼稚園、初等科、中等科、高等科を経て学び、中等科と高等科では野球部に所属し、投手として活躍。高等科卒業時には東京都高校野球連盟から表彰された。

## 学歴と初期のキャリア
1980年4月、早稲田大学商学部に入学し、雄弁会に所属。早慶新人弁論大会にも出場。1984年4月、日本テレビ放送網に入社。

## 職歴
- 1986年-1993年: 報道局社会部と政治部で勤務。警視庁クラブ、官邸クラブ、平河クラブでそれぞれ海部俊樹内閣、宏池会、竹下派を担当
- 1993年-2001年: 連立与党クラブ社会党担当。 『きょうの出来事』のデスク、橋本龍太郎、小渕恵三、森喜朗の各内閣で官邸キャップを務める
- 2001年: 『ズームイン!!朝!』の政治キャスターとして「呉のポイント」コーナーを担当。
- 2002年: ワシントン支局長に就任
- 2010年-2018年: 報道局政治部長、報道局次長兼政治部長、メディア戦略局次長兼メディア戦略部長、メディア戦略局長を歴任
- 2020年: 株式会社BS日本副社長に就任

## 家族と背景
呉文彦の姓は、先祖が広島県呉市出身であることに由来。曽祖父の呉文聰は統計学者、祖父の呉文炳は日本大学総長、父の呉直彦は医師。先祖の広島県呉市との縁から、2019年に呉市観光大使に就任。
妻は呉阿古、1932年ロサンゼルス五輪100メートル自由形、800メートルリレー金メダリスト宮崎康二の次女。
呉家は広島県呉市に居住した山田黄石が呉黄石に改姓して始まった家系。
呉文聰の父、呉黄石の妻、せきは江戸末期の蘭学者、箕作阮甫の娘。
文聰の弟には精神医学の草分け呉秀三がいる。
呉文聰の長男は循環器病学や神経生理学の権威で東大医学部の「呉内科」で知られる呉建、三男に日本大学総長を務めた呉文炳がいる。秀三の長男・呉茂一は、西洋古典文学の研究者で知られる。